# Araneus sydneyicus
Araneus sydneyicus là một loài nhện trong họ Araneidae.
Loài này thuộc chi Araneus. Araneus sydneyicus được Eugen von Keyserling miêu tả năm 1887.